# 北浜の大カヤノキ

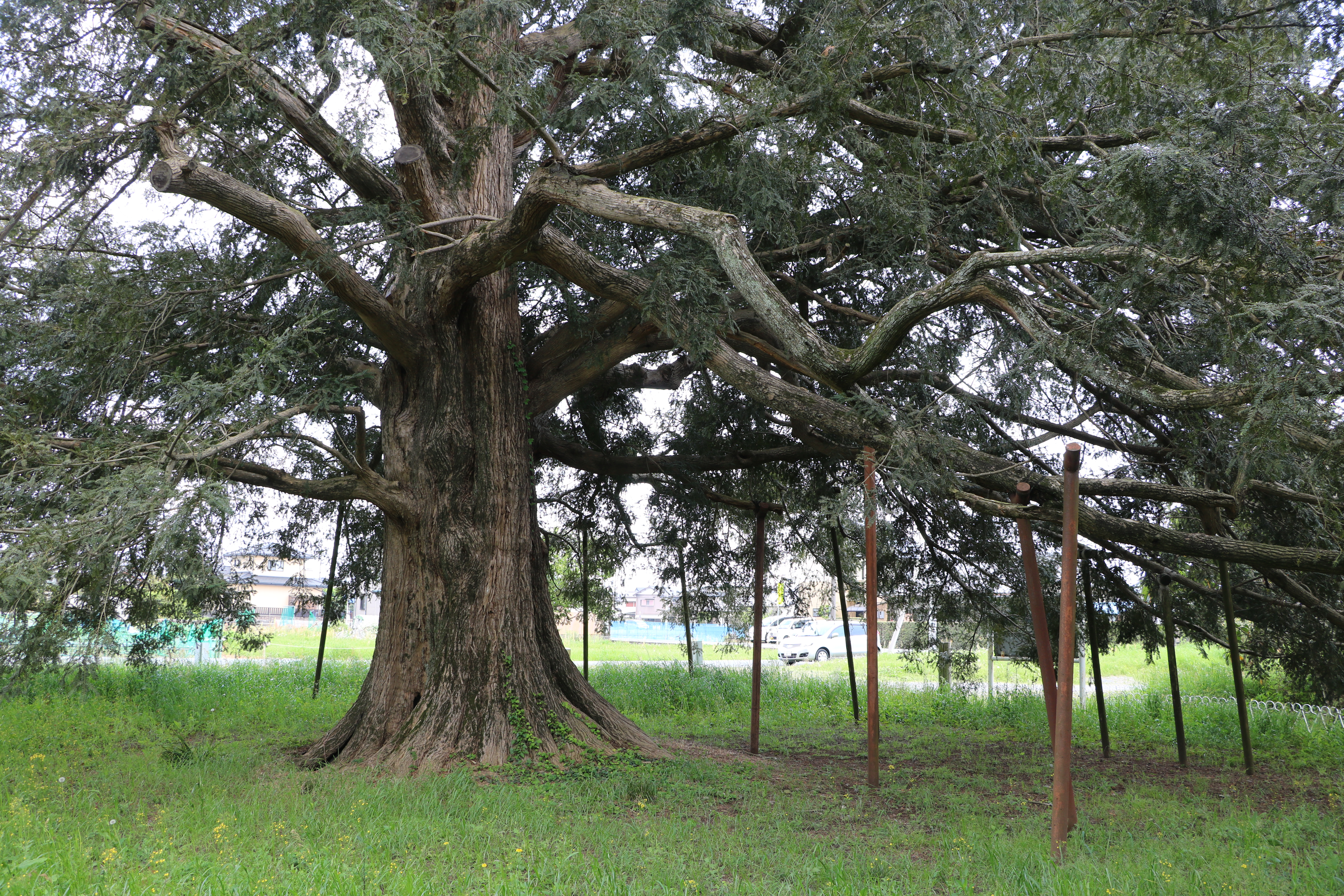
北浜の大カヤノキ。自重で垂れ下がる特徴的な枝。2022年4月20日撮影。

北浜の大カヤノキ（きたはまのおおカヤノキ）は、静岡県浜松市浜名区本沢合（ほんざわい）にある、国の天然記念物に指定されたカヤ（榧）の巨樹である。樹齢は600年を超えると推定される日本国内有数のカヤの巨樹であり、1954年（昭和29年）3月20日に国の天然記念物に指定された。本樹は、群馬県前橋市の「横室の大カヤ」、埼玉県さいたま市中央区の「与野の大カヤ」とともに「日本三大カヤ」のひとつとされている。2024年（令和6年）の浜名区成立以前では所在地が旧浜北市、旧浜北区であった期間があり、「北浜の大カヤノキ」という名称は紛らわしかったが、指定名称に冠された北浜とは指定当時の旧村名の北浜村のことである。

## 解説

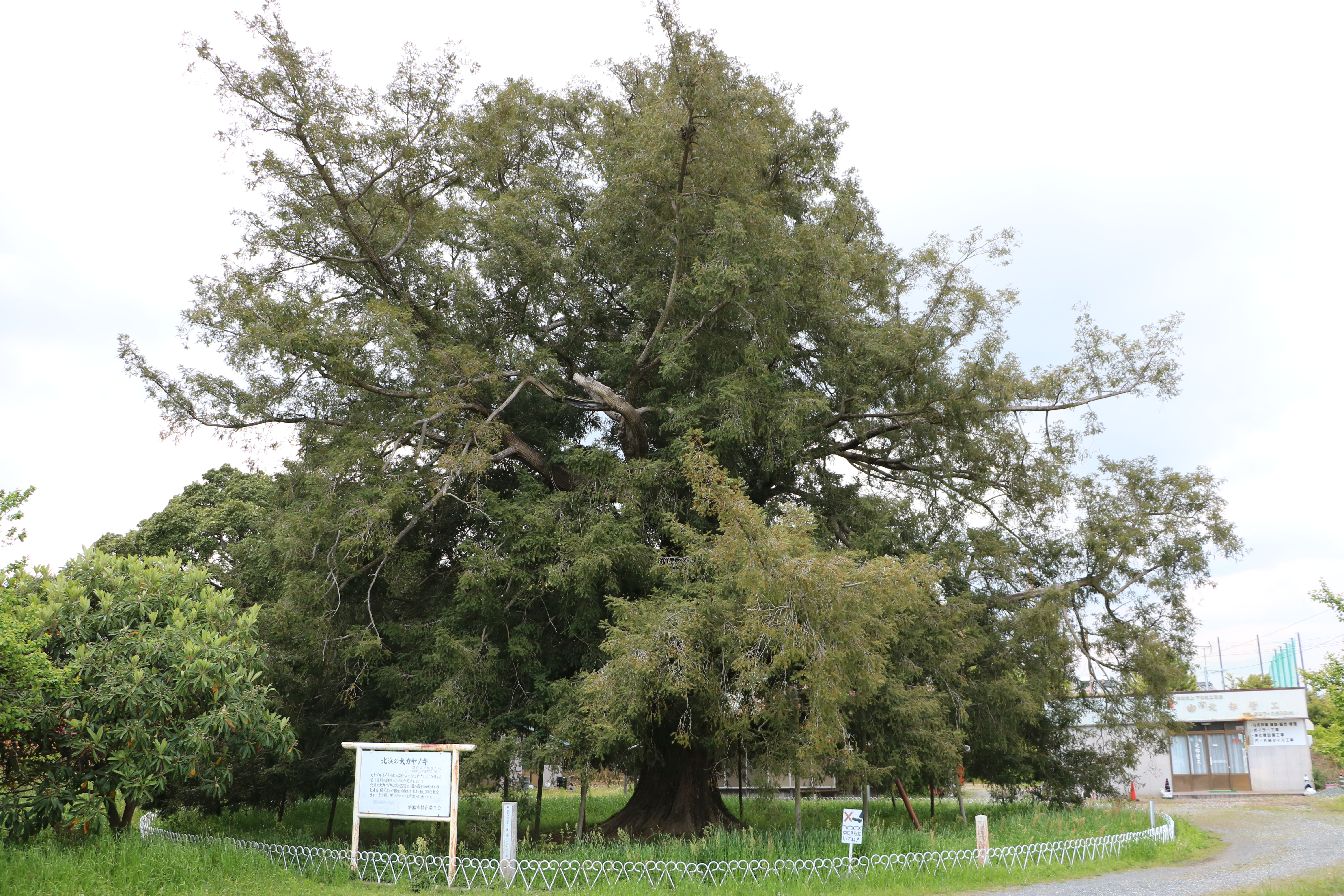
北浜の大カヤノキの全景。
2022年4月20日撮影。

北浜の大カヤノキは、静岡県西部の浜松市浜名区本沢合（ほんざわい）に生育するカヤの巨樹である。この場所は山間部を南流した天竜川が浜松平野の平坦部に抜けた先の右岸（西岸）にあり、遠州鉄道鉄道線遠州小林駅の東側の、住宅や水田、畑地などに囲まれた浜松市北部の郊外化した地域に位置している。
また、遠州鉄道線路の西側には奈良時代の天平宝字年間に修復されたと考えられる水防遺構である、天宝堤（てんぽうづつみ、浜松市指定史跡）の跡があり、今日の天竜川右岸（西岸）と天宝堤の中間部にあたる北浜の大カヤノキ付近一帯は、かつて天竜川の広大な河川敷であったという。
カヤ（榧、学名: Torreya nucifera）は、イチイ科カヤ属の常緑針葉樹で、コツブガヤ、ヒダリマキガヤ、ハダカガヤ、マルミガヤなどの変種や品種があり、日本国内にはこれらの変種や品種を含む個体が14件（先述した他2件の日本三大カヤも国の天然記念物である）、自生地1件の合計15件のカヤが国の天然記念物に指定されており、北浜の大カヤノキもそのひとつである。
このカヤノキが国の天然記念物に指定された経緯は、1953年（昭和28年）12月25・26日の両日に植物学者の本田正次による本樹の実地調査が行われたことによるもので、その結果を元に、翌1954年（昭和29年）3月20日に国の天然記念物に指定された。本田が行った調査時の北浜の大カヤノキの記録では、根元の周囲約16.50メートル、目通り幹囲約6.75メートル、樹高は約27メートルであった。
日本国内有数のカヤの巨樹であり、浜松市教育委員会が設置した現地解説板によれば、樹高22.3メートル、目の高さでの幹まわり5.4メートル、根元まわり15メートルである。講談社発行『日本の天然記念物』（1995年）によれば、高さ約24.5メートル、枝張りは東西に約21.5メートル、南北に約25.5メートルという巨大なもので、主幹は根元近くで急に大きく広がり、その上部の主幹は高さ約15メートル付近まで直立し約8本の枝に分岐している。また、高さ2.9メートルから南側に枝が分かれて、自重で地上近くまで垂れ下がり、支柱で支えられているが、主幹内部に空洞などは無く、樹勢はきわめて旺盛である。

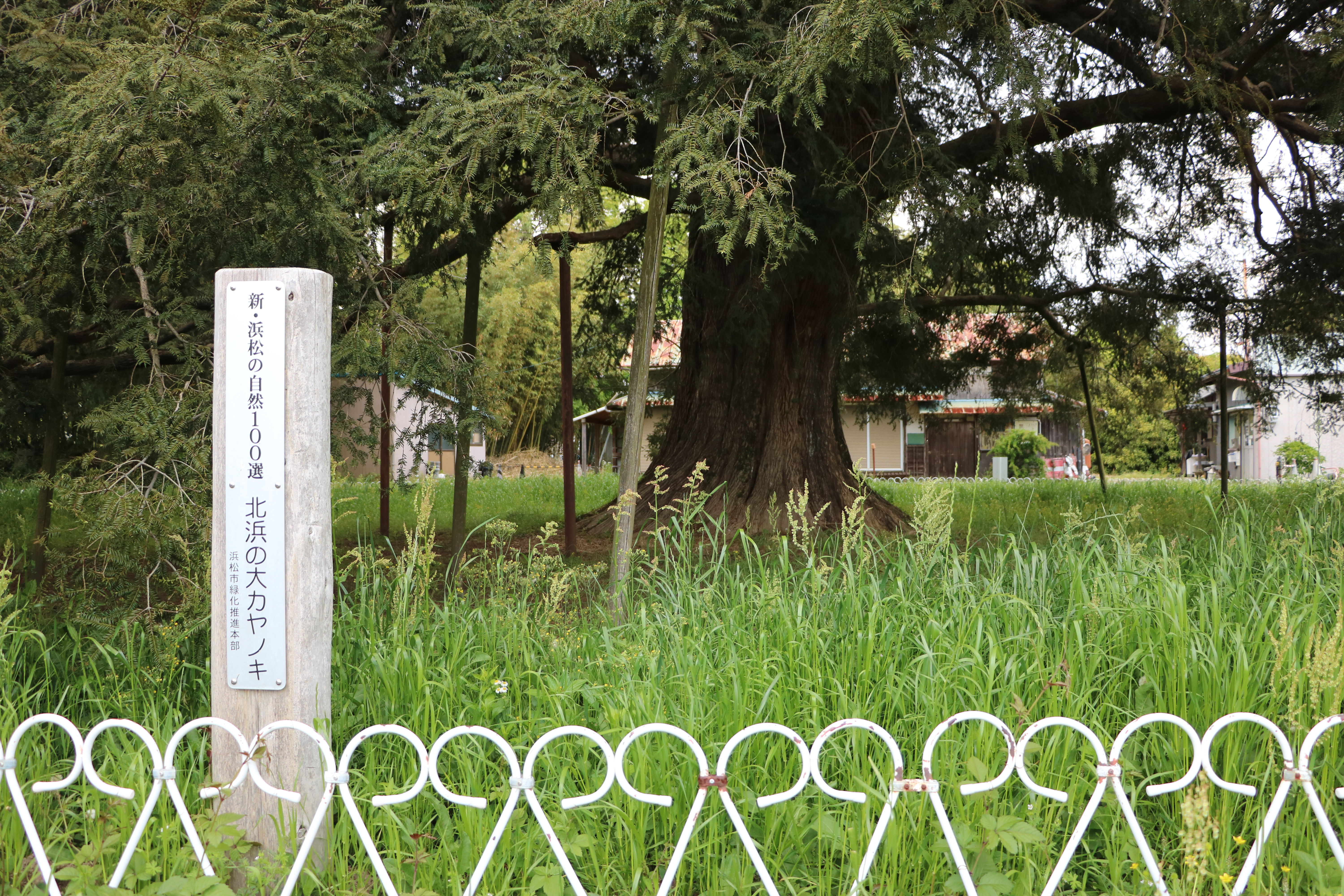
新・浜松の自然100選のひとつに選定されている。
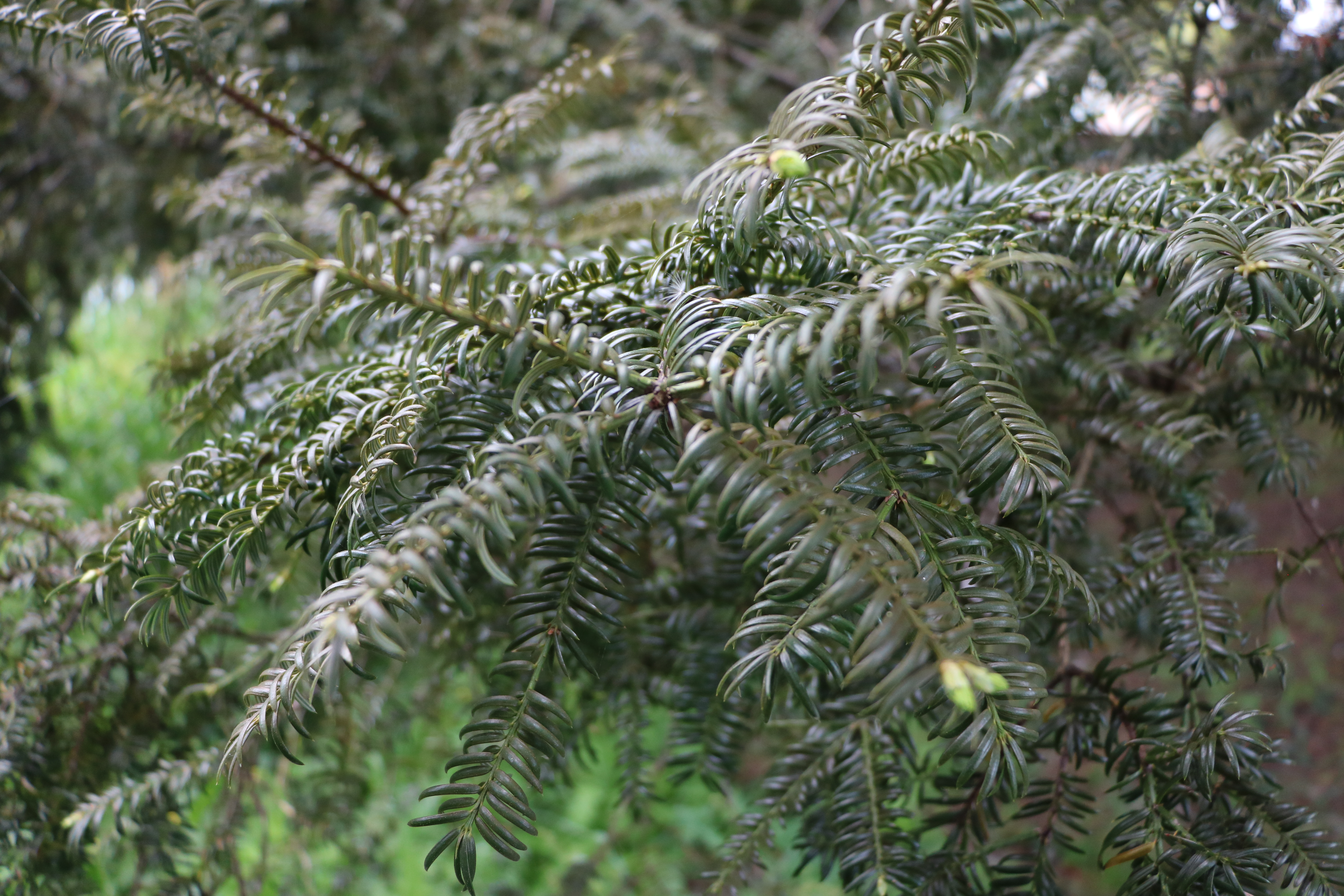
葉。
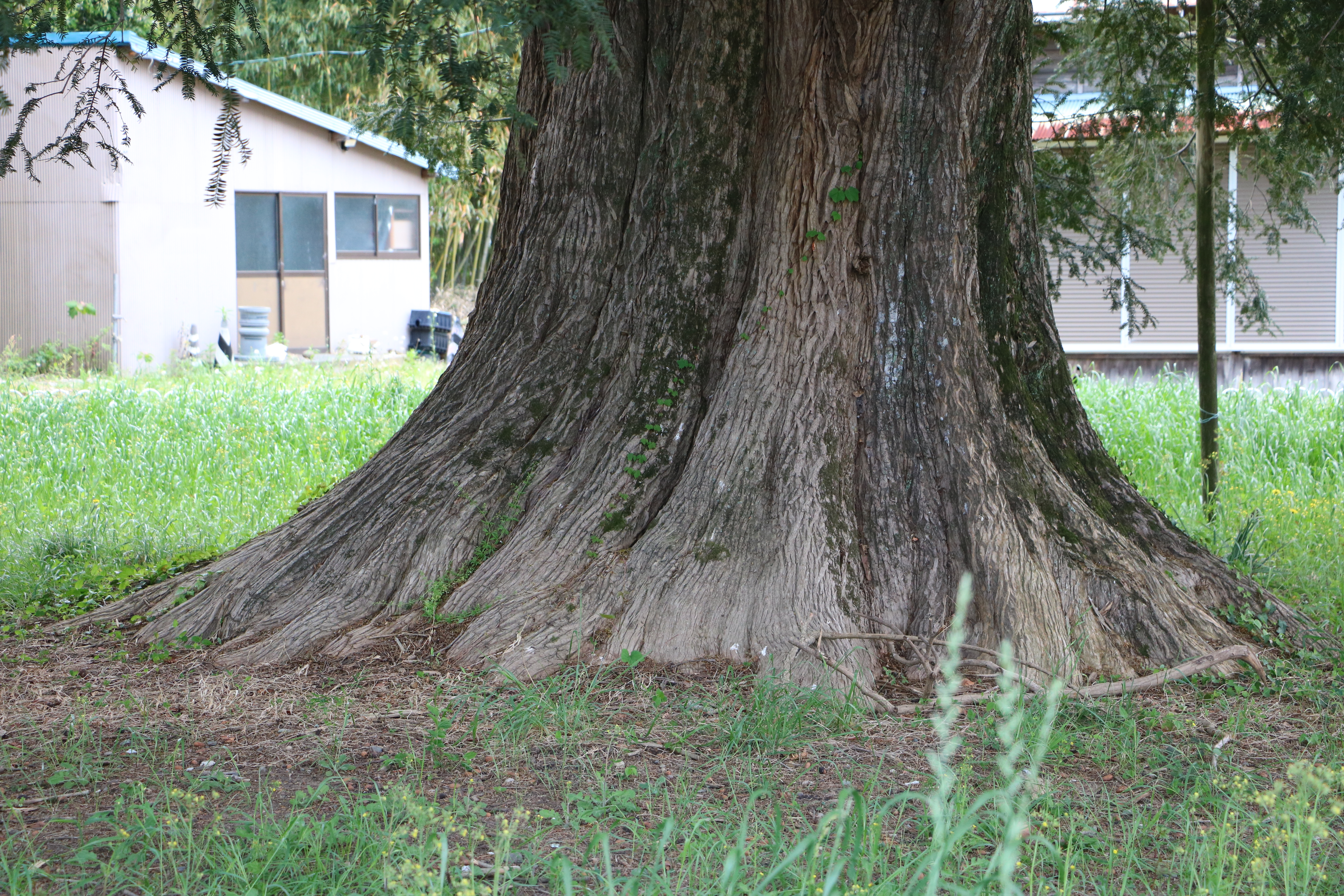
根回り。

## 交通アクセス
所在地
- 静岡県浜松市浜名区本沢合524[4]

交通
- 遠州鉄道鉄道線遠州小林駅から、徒歩約10分[4]。
- 新東名高速道路浜松浜北インターチェンジより、車で約10分。